# Minaprine
La minaprine (Bantur, Cantor) est un antidépresseur qui a été utilisé en France dans le traitement de la dépression jusqu'à son retrait du marché en 1996 car il causait des convulsions.
Il a été découvert par Henri Laborit qui l'appelait aussi Agr 1240. Un premier essai a eu lieu à la clinique de la Borde à Cour-Cheverny.
Une étude a montré qu'il agit comme inhibiteur réversible de la monoamine oxydase chez les rats. Une autre étude a montré une diminution de l'activité de l'acétylcholine estérase dans le striatum de rats.